# John Leslie (reżyser)
John Leslie Nuzzo (ur. 25 stycznia 1945 w East Liverpool, zm. 5 grudnia 2010 w Mill Valley) – amerykański aktor, reżyser i producent filmów pornograficznych. Zazwyczaj był znany jako John Leslie, pracował również pod różnymi pseudonimami John Leslie Dupre, Frederick Watson i Lenny Lovely.
Obok Rona Jeremy’ego, Jamiego Gillisa, Johna Holmesa i Harry’ego Reemsa, Leslie był jednym z najpopularniejszych aktorów Złotej Ery Porno, kiedy filmy dla dorosłych były często pokazywane w kinach. Miał problemy z narkotykami i prawem, kiedy odniósł sukces z filmem Talk Dirty To Me (1980). Ostatecznie wystąpił w ponad 600 filmach porno, zanim zajął się reżyserią. W 2002 został umieszczony na dwudziestym miejscu na liście 50. największych gwiazd branży porno wszech czasów przez periodyk Adult Video News.

## Życiorys

### Wczesne lata
Urodził się w East Liverpool w Ohio w rodzinie Amerykanów pochodzenia włoskiego jako młodszy syn Rose Marie Dante Nuzzo (1918–2007) i Nicka Anthony’ego Nuzzo (1917–1993). Miał brata Andrew Jamesa (1941–2017). Dorastał  w Pensylwanii w hutniczych miastach - Midland i Hrabstwie Beaver. Po ukończeniu szkoły średniej Midland (PA) High School, pracował w hucie Crucible Steel Company. Następnie przeprowadził się do Nowego Jorku, gdzie  studiował w Art Students League of New York, jeździł taksówką i projektował ilustracje do nowojorskich magazynów, gdzie również przeprowadzał wywiady z gwiazdkami porno. 
Po ukończeniu studiów artystycznych dołączył do zespołu Brooklyn Blues Busters, gdzie grał na harmonijce i śpiewał. Później zespół przeniósł się do Michigan. Z czasem akompaniował Johnowi Lee Hookerowi. W 1973 zespół wystąpił na Ann Arbor Blues and Jazz Festival z Victorią Spivey. Na początku lat 70. pracował jako barman na Mr. Flood’s Party w Ann Arbor w Michigan.

### Kariera
W połowie lat 70. Leslie przeniósł się do rejonu Mill Valley w Kalifornii i zaczął występować w filmach dla dorosłych. Jego pierwszym filmem była produkcja VCA Pictures Coming Attractions (1976) w reżyserii Duncana Starra. Swoją pierwszą główną rolę zagrał w produkcji Autobiography of a Flea Mitchell Brothers (1976) u boku Annette Haven, Jean Jennings, Johna Holmesa i Paula Thomasa. Wystąpił potem w takich filmach dla dorosłych jak Obsessed (1977), Desires Within Young Girls (1977), A Coming of Angels (1977), Dracula Sucks (Lust At First Bite, 1978), Pretty Peaches (1979), The Ecstasy Girls (1979), Nothing To Hide (1981), Dancers (1981) z Kay Parker, Bad Girls 1 (1981), Talk Dirty To Me, Part II (1982), Breaking It (1984) z Traci Lords czy Club Ecstasy (1986) z Niną Hartley i Christophem Clarkiem.
Jako reżyser zrealizował takie filmy dla dorosłych jak The Chameleon (1989), Curse of the Catwoman (1992), Dog Walker (1994) czy Drop Sex (1997), a także serie gonzo John Leslie Productions / Evil Angel – Voyeur, Fresh Meat i Crack Her Jack.
Był wielokrotnie nagradzany jako aktor i reżyser, w tym X-Rated Critics Organization (XRCO), Adult Film Association of America (AFAA) i California Adult Film Association (CAFA), oraz znalazł się w Alei Sław Legend Erotycznych w Las Vegas – AVN Award Hall of Fame. W 2002 na Festival Internacional de Cine Erótico de Barcelona zdobył dwie nominacje do nagrody Ninfa w kategorii najlepszy reżyser za dwie realizacje International Film Grup - Voyeur 21 (2002) i Fresh Meat 13: Peel That Ass! (2002). Gościł w filmach dokumentalnych – Fluffy Cumsalot, Porn Star (2003) i After Porn Ends (2012).

## Życie prywatne
Leslie był czynnym artystą malarzem i fotografem oraz muzykiem bluesowym. Był również znany jako szef kuchni dla smakoszy. W 1994 poślubił Kathleen Lucast, z którą był związany aż do swojej śmierci.

### Śmierć
Zmarł 5 grudnia 2010 na atak serca (inne źródła podają, że powodem zgonu był tętniak mózgu) w Mill Valley w Kalifornii w wieku 65 lat.

## Nagrody
| Rok  | Nagroda                                       | Kategoria                           | Film                                               | Inni wykonawcy |
| ---- | --------------------------------------------- | ----------------------------------- | -------------------------------------------------- | -------------- |
| 1977 | AFAA Award                                    | Najlepszy aktor drugoplanowy        | Coming of Angels (1976)                            | –              |
| 1979 | Erotic Movie Award Nagroda magazynu „Hustler” | Najlepszy aktor                     | Sensual Encounters of Every Kind (1978)            | –              |
| 1979 | Erotic Movie Award Nagroda magazynu „Hustler” | Najbardziej utalentowany mineciarz  | The Other Side of Julie (1978)                     | –              |
| 1980 | AFAA Award                                    | Najlepszy aktor                     | Talk Dirty to Me (1979)                            | –              |
| 1980 | CAFA Award                                    | Najlepszy aktor                     | Talk Dirty to Me (1979)                            | –              |
| 1981 | AFAA Award                                    | Najlepszy aktor                     | Wicked Sensations (1979)                           | –              |
| 1982 | AFAA Award                                    | Najlepszy aktor                     | Talk Dirty to Me 2 (1981)                          | –              |
| 1982 | CAFA Award                                    | Najlepszy aktor                     | Talk Dirty to Me 2 (1981)                          | –              |
| 1983 | Erotic Movie Award Nagroda magazynu „Hustler” | Najlepszy aktor                     | Nothing to Hide 1 (1981)                           | –              |
| 1984 | AFAA Award                                    | Najlepszy aktor                     | Dixie Ray (1983)/ Every Woman has a Fantasy (1984) | –              |
| 1984 | XRCO Award                                    | Najlepsza scena w parze             | Every Woman has a Fantasy (1984)                   | Rachel Ashley  |
| 1985 | AVN Award                                     | Najlepszy aktor drugoplanowy - film | Firestorm (1984)                                   | –              |
| 1985 | AFAA Award                                    | Najlepsza aktor drugoplanowy        | Taboo 4 (1984)                                     | –              |
| 1986 | XRCO Award                                    | Najlepszy aktor                     | Every Woman has a Fantasy 2 (1985)                 | –              |
| 1987 | XRCO Award                                    | Najlepszy reżyser wideo             | Nightshift Nurses (1985)                           | –              |
| 1988 | AVN Award                                     | Najlepszy aktor - film              | Firestorm 2 (1987)                                 | –              |
| 1988 | XRCO Award                                    | Najlepszy aktor                     | Beauty and the Beast (1987)                        | –              |
| 1988 | XRCO Award                                    | Najlepszy reżyser                   | Catwoman (1987)                                    | –              |
| 1989 | AVN Award                                     | Najlepszy reżyser wideo             | Catwoman (1987)                                    | –              |
| 1989 | AVN Award                                     | Najlepszy scenariusz                | Catwoman (1987)                                    | –              |
| 1992 | XRCO Award                                    | Najlepszy film                      | Chameleons: Not The Sequel (1991)                  | –              |
| 1992 | Hot d’or                                      | Najlepszy reżyser zagraniczny       | Curse of the Cat Woman (1991)                      | –              |
| 1994 | XRCO Award                                    | Najlepszy reżyser                   | –                                                  | –              |
| 1994 | XRCO Award                                    | Najlepszy film                      | Dog Walker (1993)                                  | –              |
| 1995 | AVN Award                                     | Najlepszy reżyser                   | Dog Walker (1993)                                  | –              |
| 1995 | AVN Award                                     | Najlepszy scenariusz                | Dog Walker (1993)                                  | –              |
| 1995 | AVN Award                                     | Najlepszy reżyser wideo             | Bad Habits (1994)                                  | –              |
| 1998 | AVN Award                                     | Najlepsza realizacja                | John Leslie’s Fresh Meat 4 (1997)                  | –              |
| 1998 | XRCO Award                                    | Najlepszy reżyser                   | –                                                  | –              |
| 1999 | AVN Award                                     | Najlepsza realizacja                | John Leslie’s Fresh Meat 5 (1998)                  | –              |
| 1999 | AVN Award                                     | Najlepszy reżyser wideo             | The Lecher 2 (1998)                                | –              |
| 2000 | AVN Award                                     | Najlepsza realizacja                | The Voyeur 12 (1999)                               | –              |
| 2018 | Raven’s Eden Award                            | Aleja Sław (Hall of Fame)           | –                                                  | –              |